# Stefan Heggelund

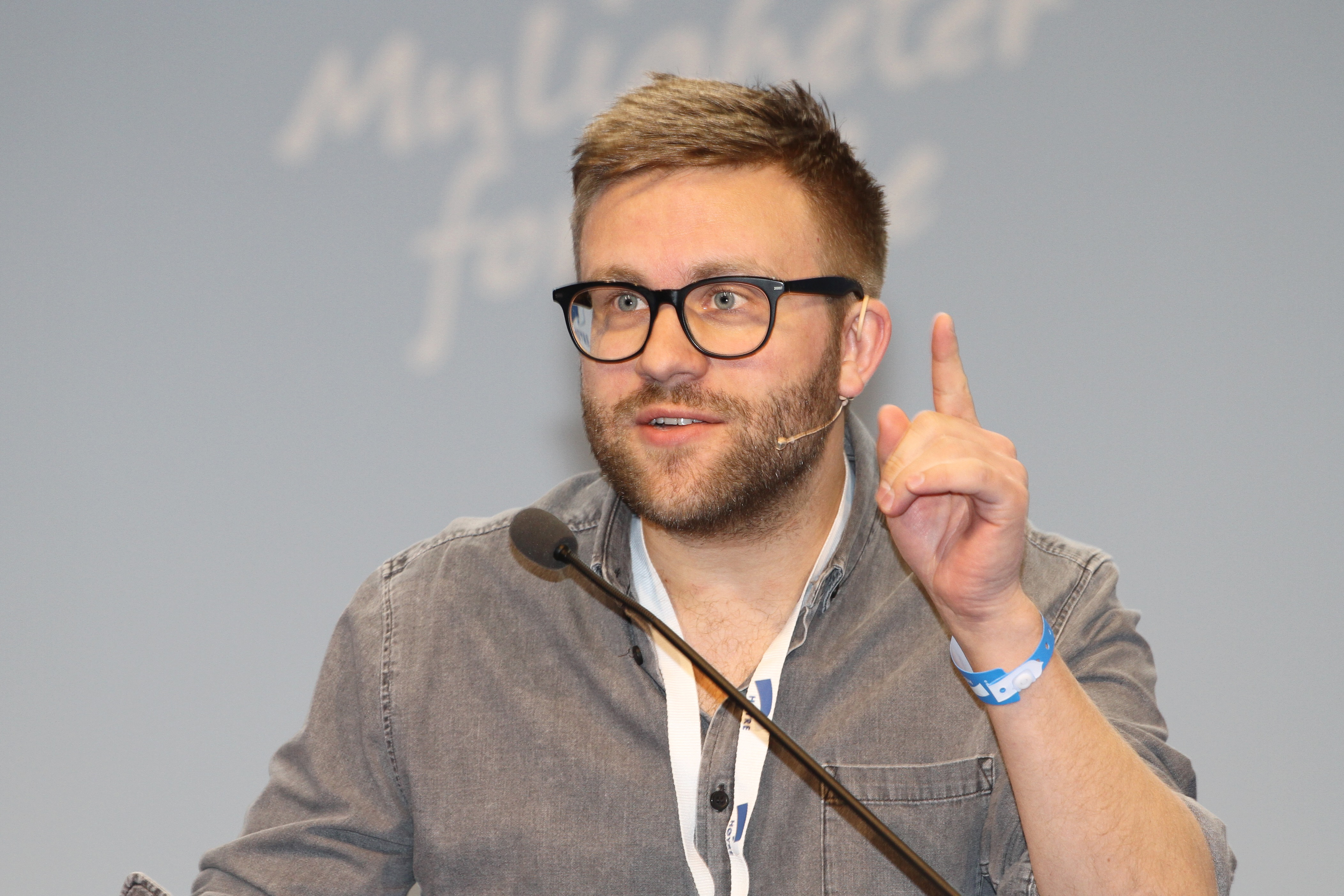
Stefan Heggelund, 2017

Stefan Magnus Heggelund (* 8. Oktober 1984 in Lørenskog) ist ein norwegischer Politiker der konservativen Partei Høyre. Von 2013 bis 2021 war er Abgeordneter im Storting.

## Leben
In den Jahren 2000 bis 2003 besuchte Heggelund die Hartvig-Nissen-Schule in Oslo. Er schloss ein Management-Studium an der Handelshøyskolen BI mit einem Bachelor ab. Von 2005 bis 2006 stand er der Jugendorganisation Unge Høyre (UH) in Oslo vor. Zwischen 2009 und 2013 arbeitete er als Kommunikationsberater in verschiedenen Positionen. Heggelund war von 2011 bis 2013 Mitglied im Stadtrat von Oslo.
Heggelund zog bei der Parlamentswahl 2013 erstmals in das norwegische Nationalparlament Storting ein. Dort vertrat er den Wahlkreis Oslo und wurde zunächst Mitglied im Arbeits- und Sozialausschuss. Nach der Wahl 2017 wechselte er in den Energie- und Umweltausschuss, wo er im Januar 2020 zweiter stellvertretender Vorsitzender wurde. Im Vorfeld der Stortingswahl 2021 verlor er gegen Michael Tetzschner in einer Kampfabstimmung um den sechsten Platz auf der Høyre-Liste in Oslo. Heggelund erhielt schließlich keinen Platz auf der Wahlliste. In der Folge schied er im Herbst 2021 aus dem Storting aus.

## Privates
Im Jahr 2012 wurde bekannt, dass Heggelund in einer Beziehung mit Hadia Tajik, der damaligen Kulturministerin aus der Arbeiderpartiet, stand. Die beiden heirateten im Juni 2014, im Februar 2016 gaben sie ihre Trennung bekannt.